# Анейтьюм (вулкан)
Анейтьюм — вулкан на одноимённом острове в провинции Тафеа, Вануату.
Анейтьюм — стратовулкан. Высота над уровнем моря — 852 метра.
Вулкан Анейтьюм состоит из двух слившихся вулканов Инрероу Атаман (812 м.) и Нанаварез (804 м.), которые образовались в эпоху плейстоцена. Окраины вулканов окружают цирки. Вулканическая деятельности прекратилась в эпоху позднего плейстоцена — раннего голоцена. Состав магматических пород представлен преимущественно базальтами.
Подножия вулкана богаты растительным миром и представляют собой различные виды орхидей, сандалового дерева. Флора преимущественно относится к австралийскому региону. Окрестности вулкана обитаемы людьми довольно продолжительный период, на скальных породах нарисованы петроглифы.